# Amomum deuteramomum
Amomum deuteramomum är en enhjärtbladig växtart som beskrevs av Karl Moritz Schumann. Amomum deuteramomum ingår i släktet Amomum och familjen Zingiberaceae. Inga underarter finns listade i Catalogue of Life.